# Cessna 414
Cessna 414 é um avião bimotor produzido pela fabricante americana Cessna Aircraft Company com capacidade para transportar até oito passageiros.